# Puente Matute Remus
El puente Matute Remus es un puente atirantado ubicado en el estado de Jalisco, México. Esta obra forma parte de un sistema de puentes que localizados sobre la calzada Lázaro Cárdenas, en el cruce con la avenida López Mateos, una de las más transitadas de la ciudad y que además atraviesa los 4 municipios centrales de la Zona Metropolitana de Guadalajara. Con esta obra, la calzada Lázaro Cárdenas se convierte en un viaducto de bajas emisiones y un número menor de semáforos. 
El puente lleva el nombre en honor al ingeniero civil Jorge Matute Remus, conocido por la reubicación del edificio de Teléfonos de México ubicado en avenida Juárez. Es una obra emblemática que recuerda a un hombre reconocido de Jalisco; con él, se honra a un profesional que dejó plasmadas sus huellas y su visión futura en la traza de la ciudad.

## Breve Historia
La ciudad de Guadalajara dibuja su traza con dos grandes ejes que la cruzan de oriente a poniente y de norte a sur. En la intersección de las avenidas López Mateos y Lázaro Cárdenas se presentaba un grave problema de continuidad vial, debido a la acumulación de más de 200 mil vehículos al día esperando distribuirse a diversos puntos. El aspecto denso y saturado del cruce de dichas avenidas era un escenario muy deteriorado, punto de inseguridad para el peatón y de desorden del transporte público. 
Ante la clara necesidad de desahogar este punto vial, el gobierno de Jalisco emprendió el proyecto de vialidad a flujo continuo sin semáforos a lo largo de 39 km por la avenida de Lázaro Cárdenas, plasmado en el "Plan Estatal de Desarrollo Jalisco 2030".

### El puente Matute Remus: Una solución integral
El gobierno de Jalisco lanzó un concurso de propuestas que incluía la solución integral desde el cruce con avenida Arboledas hasta la avenida Guadalupe. Las propuestas ganadoras del concurso fueron hechas por los arquitectos Miguel Echauri Corona y Álvaro Morales de la empresa Metroarquitectura.
La decisión de realizar la obra requirió de un planteamiento y un análisis multidisciplinario que evaluara el impacto vial, ambiental, social, económico, urbanístico, técnico y tecnológico.
El Puente Matute Remus y el Puente Álamo consolidaron Lázaro Cárdenas como una vía de tráfico fluido.

### El Viaducto Lázaro Cárdenas-Vallarta
El viaducto cruza los 4 municipios centrales de la Zona Metropolitana de Guadalajara, comienza a la altura de la autopista a Zapotlanejo y termina en la carretera libre a Nogales, habiendo en él 25 pasos a desnivel y elevados. Los cuales se localizan (oriente-poniente) en la Avenida Tonaltecas, Avenida Patria Oriente, Nodo Revolución, Avenida Rio Seco, Carretera Chapala, Puente Álamo, Calle Fuelle, Avenida 18 de Marzo, Parque Liberación, Avenida Gobernador Curiel, Avenida 8 de Julio, Avenida Colón, Avenida Cruz del Sur, Mercado de Abastos, Arcos del Milenio, Puente Matute Remus, Paseo San Ignacio, Nodo Vial los Cubos, Avenida Patria, Avenida Rafael Sanzio, Santa María del Pueblito, Avenida Central, Periférico Poniente, Avenida Aviación, Retorno Panamericano.

## Diseño

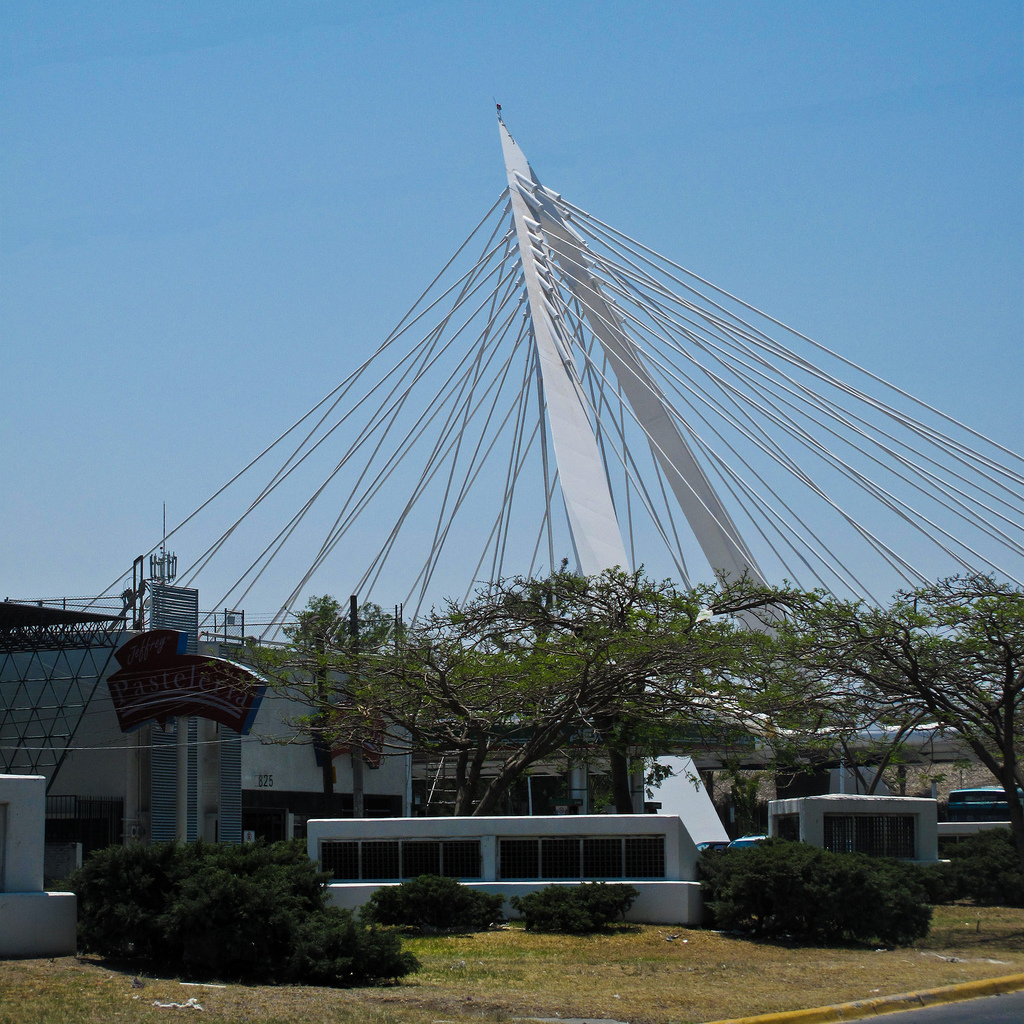
Diseño del puente.

Herederos de la tradición de hacer arte urbano más que simples obras públicas, los arquitectos Echauri y Morales, excolaboradores y discípulos de Fernando González Gortázar, diseñaron un puente que rompió con los paradigmas que representaban los antiguos puentes carreteros insertados en la ciudad. Desarrollar el proyecto con un esquema de puente suspendido o atirantado comprobó la capacidad de los proyectistas, calculistas, gobierno estatal y constructoras locales, de renovar visiones y principios para sintonizarlos con las necesidades contemporáneas. 
La única parte de la estructura que, por razones técnicas, debe ser sólida es la del tramo suspendido, porque es la única que está colgada y debe soportar la obra en un solo cuerpo, sin embargo su sombra no afecta la zona arbolada, pues por debajo predomina la calle. El diseño del puente Matute Remus es tan amigable y armónico que puede disfrutarse incluso al levantar la vista mientras se camina o transita por debajo, ya que cuenta con una atractiva estructura visible a cielo raso, a diferencia de la mayoría de las obras públicas que descuidan el espacio inferior de los puentes.
El puente es funcional y vanguardista, con un diseño arquitectónico avanzado, cuenta con un parque lineal recreativo debajo de su estructura, una nueva unidad deportiva y dio recuperación de espacios para el peatón facilitando el transporte del mismo. Su estructura moderna mejora la imagen urbana, al mantener el cableado oculto, y recupera espacios de convivencia.
Además de ser el único puente atirantado que no cruza una superficie de agua.

### Un enlace iluminado

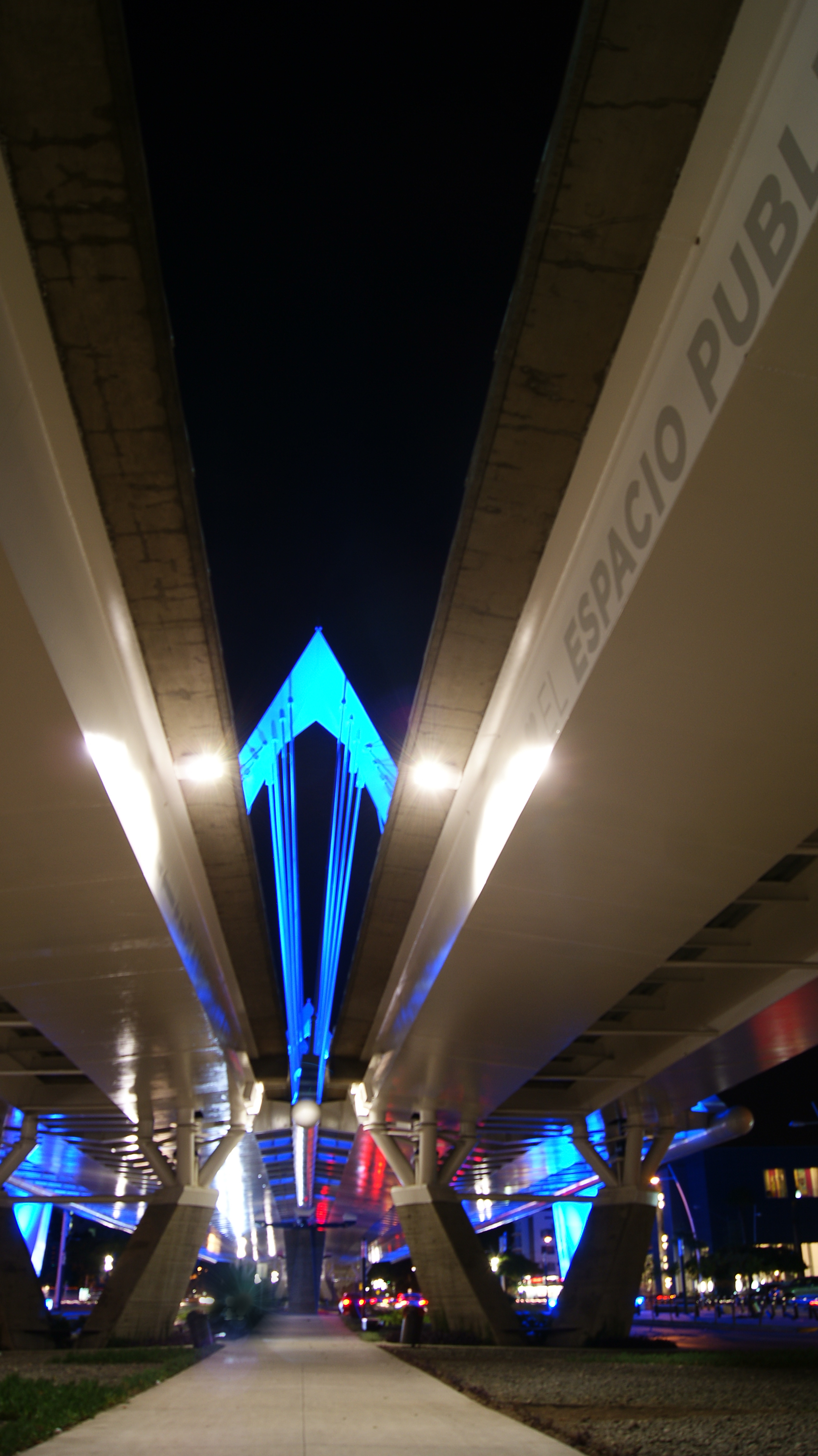
Vista del puente Matute Remus en la noche.

La propuesta arquitectónica del Puente Matute Remus siempre consideró la estampa nocturna del puente, por ello, se desarrolló un programa de iluminación que consideró criterios lúdicos como el cambio de color e intensidades de luz, una secuencia que revela las distintas partes de la estructura: el parque lineal, la calzada y el puente elevado. La atmósfera luminosa de la obra la distingue por ser un elemento estratégico del sistema vial y de la imagen urbana.
El puente quedó como obra finalista del premio "Obra pública urbana" 2011, otorgada por la Revista Obras del Grupo Expansión

## Construcción
Una vez estudiado el proyecto y aprobada su construcción, fue necesario programar el proceso constructivo, el cual se llevó a cabo en un lapso de 1 año y cuatro meses. El arranque formal tuvo lugar el 28 de septiembre de 2009. 

### Trabajos preliminares y planeación de obra
Los trabajos preliminares de una obra comprenden cualquier actividad relacionada con las licencias y permisos, limpieza del área de trabajo, tala de árboles, trazo y nivelación, instalaciones provisionales de agua y luz, cerramientos provisionales del área de construcción, etc.
Durante los trabajos preliminares de la obra se hizo la delimitación y preparación de la zona, eliminando la circulación de la vía central sobre Lázaro Cárdenas y se desvió hacia las laterales, permaneciendo cruces en Arboledas, López Mateos y Guadalupe.
La obra se planificó en 6 etapas:
1. Construcción de rampas y la reubicación de arbolado  (duración 21 semanas);
2. Construcción de pilas de apoyo para puente fijo (duración 21 semanas);
3. Construcción de zapatas de cimentación para puente  (duración 8 semanas);
4. Montaje de estructura en puente fijo (duración 36 semanas);
5. Montaje de elementos de la estructura del puente Matute Remus  (duración 20 semanas);
6. Desarrollo de imagen urbana, recuperación de áreas verdes y zonas de convivencia peatonal (duración 12 semanas).

### Proceso de construcción
1. Cimentación
  1. Elaboración y colocación de los pilotes
  2. Colocado y colado de zapatas
2. Estructura
  1. Armado y colado de las columnas
  2. Colocación de las trabes metálicas
  3. Colocación de remates de conexión
  4. Colocación de la estructura del pilón
3. Sistema Vial y tirantes
  1. Colocación de cimbra para la loza
  2. Colocación de los cables en el pilón
  3. Colado de la rampa
  4. Se le da tensión a los cables y se les coloca una camisa de refuerzo
4. Pruebas
  1. De iluminación
  2. Iluminación con vehículos
  3. Análisis de movimiento
  4. Estáticas y dinámicas

Desde su concepción original y debido a la elección de materiales como el acero y el concreto combinados, fue posible elaborar casi todo en taller. La idea de combinar estos materiales fundamentales en la estructura permitió aprovechar al máximo su rendimiento, por ejemplo, el acero permite tener claros mayores con menor peralte. La mayoría de los trabajos se realizaron sobre el camellón de la avenida, lo que redujo considerablemente las molestias a los diferentes usuarios y residentes.

## Elementos del sistema vial
El sistema vial consta de dos puentes paralelos, con una separación entre ellos de 5 metros que permite el paso de la luz. Sólo se unen con un tramo atirantado de 165 metros que hace funcionar todo el sistema como una misma unidad. 

### Cables tensores
Los cables tensores que cargan los tableros de rodamiento fueron fabricados en España con tecnología de la empresa Freyssinet. Los tirantes son un poliducto de alta densidad en cuyo interior se encuentran cables galvanizados, están diseñados para cumplir con las normativas vigentes. Soportan 340 toneladas y poseen una doble protección anticorrosiva que asegura la durabilidad mínima de 40 años. En un puente atirantado común, el tablero está unido a los pilotes que soportan el sismo en la parte inferior y, en la superior los cables, por eso resultan ser apoyos muy robustos. En cambio en la concepción del Matute Remus al separar el tablero de los apoyos es posible implementar amortiguadores anclados a tierra.
El sistema vial se divide en 3 partes: la parte oriente que consta de una rampa de 122 m de longitud, 26 m de ancho y una altura máxima de 7.10 m; la parte poniente, una rampa de 119 m que se une a otros 400 m de losa de rodamiento que a su vez se conecta con la parte colgante. El tramo colgante tiene una longitud de 165 metros soportada por 78 tendones o tirantes, soportado por 2 pilones de 40 metros de altura.
Su longitud total es de 980 m y 26 m de ancho, en los cuales se incluyen 3 carriles a cada sentido. Se tiene una estimación de que transitan alrededor de 200,000 vehículos diariamente

## Sustentabilidad
Desde un inicio, el puente se planeó como una obra amigable con el medio ambiente, ya que se reforestó con especies nativas y se hizo recuperación de áreas verdes y arbolado al plantar 5 árboles nuevos por cada árbol derribado. 
La construcción se inició con un evento simbólico de reforestación en la avenida. El proyecto concluyó con 1200 árboles nuevos en la zona gracias al programa de reforestación y adopción promovido por el gobierno estatal, a través del grupo de jóvenes que visitaron casa por casa a los pobladores vecinos como parte de la estrategia.
De acuerdo con información de la Secretaría de Desarrollo Urbano del Gobierno de Jalisco, el proyecto permitirá que la velocidad de los vehículos pase de 18 km/h a 48 km/h, mientras que el tiempo de espera cambiará de 11 a 4 minutos. En materia de medio ambiente, la contaminación de la zona bajará de 227 kg/h a 112 kg/h.

### Conflictos
Varias organizaciones ciudadanas y vecinos se opusieron a la construcción de este puente. Los motivos eran varios: desde la carencia de un plan integral de movilidad urbana, su costo, su construcción sin haberse hecho con anterioridad una consulta ciudadana y la falta de los permisos requeridos para su construcción. Algunas de estas organizaciones lanzaron la campaña "Pásalo AÚN mejor", que pretendía ser la contraparte de la campaña "Pásalo mejor" promovida por el Gobierno del Estado de Jalisco.

## Efectos Gobierno – Sociedad
En Jalisco, las organizaciones civiles y la participación ciudadana en general son cada vez más conscientes de su incidencia para cambiar, impedir o canalizar las acciones de gobierno que sientan ajenas y perjudiciales o propias y favorables.
El proceso de sociabilización, emprendido por iniciativa del gobernador Emilio González Márquez para asegurar la aceptación y aprobación del Puente Matute Remus por los jaliscienses, fue una acción de gobierno sin precedente en el estado. Involucrando no sólo a los ciudadanos de la nación, sino de otras naciones como Estados Unidos, Rusia, Colombia, Japón, España, entre otras.
La estrategia de sociabilización que acompañó el proceso constructivo del puente ofreció información actualizada a la ciudadanía, abrió los espacios vitales para el diálogo con la gente, logró los acuerdos necesarios para el desarrollo de la obra y enlazó competitivamente los órganos de gobierno en un complejo trabajo.